# Pietro Arnaldo Terzi
Pietro Arnaldo Terzi (Sarzana, 20 novembre 1881 – Castello di Hartheim, 13 novembre 1944) è stato un politico e militare italiano, fu sindaco di Sarzana dal 28 novembre 1920 al 14 luglio 1922, periodo durante il quale dovette fronteggiare le violenze perpetrate dalle squadre fasciste liguri e toscane verso la città, considerata l'ultima "roccaforte" socialista nella Lunigiana. Tali violenze ebbero il loro apice il 21 luglio 1921 quando il sindaco Terzi assieme a tutta l'amministrazione e alla popolazione cittadina furono tra protagonisti degli scontri ricordati dalla storiografia come i «fatti di Sarzana».

## Biografia
Pietro Arnaldo Terzi nacque a Sarzana nel 1881, primogenito di Giuseppe Terzi e Corinna Betti, una famiglia di commercianti che gli permise di seguire gli studi fino alla maturità classica al liceo "Costa" di La Spezia. 

Durante il periodo adolescenziale partecipò attivamente alla vita della sezione socialista sarzanese, e appena diciannovenne assunse il ruolo di responsabile per le attività di propaganda e organizzazione politica della sezione. 

Dopo la laurea in legge all'Università degli Studi di Genova fu eletto consigliere comunale, carica che abbandonò nel 1906 per dedicarsi alla pratica dell'attività legale presso lo studio dell'avv. conte Ponci Luciano Vittorio Emanuele Francesco a Milano in via Dogana, con sedi anche a Parma e Genova, essendo il titolare di studio nato a Parma e amico di famiglia. 

Da questa esperienza formativa nel 1910 aprì un proprio studio legale riguardante gli infortuni sul lavoro a Genova rimanendo associato. Nel 1913 sposò Gilda Frola trasferendosi ad Aulla, e due anni dopo, allo scoppio della prima guerra mondiale, venne richiamato e promosso tenente di artiglieria. Destinato al fronte albanese, durante il servizio contrasse la malaria, e al termine del conflitto rientrò a Sarzana con la famiglia per riprendere l'attività di avvocato.

### Sindaco di Sarzana
Assieme all'insigne docente universitario Alfredo Poggi, nel 1920 era tra i capi della lista socialista riformista che nel novembre dello stesso anno vinse le elezioni amministrative, riuscendo a battere per pochi voti il Blocco Nazionale. Scelto sindaco tra i diversi componenti del socialismo sarzanese, nell'estate del 1921 il neoeletto sindaco Terzi si trovò a dover fronteggiare le continue violenze delle squadre fasciste verso Sarzana, città che nel periodo antecedente i famosi "fatti", veniva dipinta dal colonnello dei Carabinieri Nestore Cantuti in una relazione destinata al prefetto di Genova: «un pericoloso covo di sovversivi di ogni genere», che dopo le elezioni amministrative del 1920 risultava a guida socialista (mentre La Spezia e Carrara erano confluite nel Blocco Nazionale) dove il sindaco Terzi veniva descritto come «elemento pericoloso nella mente più che del braccio» per le sue indubbie capacità oratorie, «di principi rivoluzionari, antimilitarista, non dei più scalmanati»
Nonostante i tentativi di «pacificazione» a livello nazionale che intrapresero senza molta fortuna socialisti e fascisti, i ras di provincia, i più intransigenti, crearono non pochi problemi a Mussolini il quale premeva per poter presentare il movimento da lui guidato sotto una veste più possibile legalitaria. Questa ondata di violenza fascista che veniva placata a stento, trovò uno dei suoi apici a Sarzana, considerata appunto come l'ultimo baluardo socialista in Lunigiana. L'episodio di Sarzana venne peraltro annunciato da diversi episodi minori, avvenuti nelle località vicine come Ameglia e Romito Magra, ad opera di squadristi toscani, soprattutto provenienti dal Fascio di Carrara, sotto la guida dell'«attivo e dinamico» Renato Ricci, da poco rientrato da Fiume dopo l'avventura d'annunziana.
La struttura organizzativa dello squadrismo in Lunigiana, e nella striscia costiera a cavallo tra Liguria e Toscana, aveva il suo centro nevralgico nelle città di Massa e di Carrara, nelle quali poté instaurarsi senza incontrare ostacoli né da parte della forza pubblica né da parte della magistratura. In questo clima di tensione l'amministrazione sotto la guida del sindaco Terzi inviò a Roma una delegazione, con la quale venne strappato al presidente del Consiglio Bonomi l'impegno di aumentare la vigilanza della forza pubblica contro nuove spedizioni punitive, e il sindaco Terzi costituì una sorta di comitato di salute pubblica da lui presieduto e integrato da un gruppo di Arditi del Popolo incaricatisi dell'autodifesa armata.

### Gli scontri del 21 luglio
Ricci il 21 luglio 1921 si trovava nel carcere di Sarzana insieme ad altri fascisti, dopo che il 17 venne imprigionato al termine di una serie di spedizioni punitive che avevano causato morti e feriti tra fascisti e socialisti compiute in località circostanti. Il suo arresto causò la mobilitazione dei fascisti toscani e liguri che nella notte tra il 20 e 21 luglio si mossero verso Sarzana per assaltarla all'alba. In questo contesto il sindaco Terzi rivestì un ruolo deciso: da un lato denunciò al Presidente del Consiglio Ivanoe Bonomi il clima di tensione e il bisogno di tutela verso i suoi concittadini, dall'altro si adoperò per la creazione di un clima di moderazione contro la pericolosa esasperazione che regnava in città.
Così nella notte, si radunarono nei pressi di Sarzana circa 500 fascisti comandati da Umberto Banchelli e Amerigo Dumini (riconosciuto in seguito tra i colpevoli dell'omicidio di Matteotti), e intorno alle 05:00 del mattino arrivarono presso la stazione ferroviaria della città. Tuttavia ad attenderli vi erano nove carabinieri, quattro soldati, due funzionari di polizia e il capitano Guido Jurgens, con il quale i fascisti iniziarono a parlamentare, chiedendo la liberazione di Ricci e dei compagni, la consegna di un ufficiale che «avrebbe schiaffeggiato un fascista» e il permesso di recarsi in città «per liberarla dal giogo sovversivo». Jurgens non accettò nessuna delle condizioni e quando il gruppo di fascisti sembrò più scoraggiato iniziò un breve ma intenso scontro a fuoco che causò almeno cinque morti (quattro fascisti e un militare) e numerosi feriti e sulle cui responsabilità i pareri divennero subito discordi. Chi attribuì ai fascisti il primo colpo sparato, chi invece, come il colonnello Cantuti indicò i sovversivi quali i colpevoli, la cui versione divenne negli anni successivi quella accreditata dal regime fascista, che in questo modo cercò di scagionare gli squadristi additandoli come «vittime».

### Le dimissioni e il ritiro a vita privata
I fatti di Sarzana e la temporanea debacle fascista produssero nell'opinione pubblica una forte emozione, convincendo Mussolini a portare avanti con più energia l'idea del "patto di pacificazione" con i socialisti. L'episodio di resistenza ebbe però il doppio effetto di far vaciallare la posizione dell'amministrazione di Sarzana, che divenne sempre più problematica. Il Ministero dell'Interno fece eseguire diverse ispezioni pilotate per cercare di scovare qualche irregolarità nell'amministrazione, senza peraltro riscontrare nulla di significativo, ma la tensione all'interno della giunta comunale e le divisioni all'interno degli stessi socialisti portarono Terzi alle dimissioni, il 14 luglio 1922. Una settimana dopo, senza nessuna opposizione delle sinistre, i fascisti locali festeggiarono il primo anniversario dei «fatti», dove i fascisti uccisi vennero celebrati come «martiri».
Il 25 gennaio 1923 venne sciolta l'amministrazione di Sarzana, e il 27 maggio i sarzanesi chiamati alle urne attribuirono al Partito Nazionale Fascista tutti e trenta i seggi del Consiglio Comunale. Da quel momento la vita di Arnaldo Terzi si fece più difficile: il negozio della madre venne saccheggiato e nell'autunno del 1924 Terzi decise di trasferirsi a Sestri Levante, dove aprì con la moglie un negozio di tessuti per poi entrare come scrivano presso il Cantiere navale di Riva Trigoso. Nel 1931 il Ministero degli Interni segnalò Terzi come «possibile frequentatore» del centro antifascista di Ventimiglia, ma il prefetto spezzino rispose che, nonostante i sospetti, nelle varie perquisizioni domiciliari dell'ex sindaco di Sarzana non venne riscontrato nulla. 

### La deportazione e la morte
Col tempo l'interesse del regime per Terzi scemò, ma la resa dei conti per l'episodio di Sarzana avvenne durante il triste periodo della Repubblica Sociale Italiana, lo stato fantoccio creato da Hitler dopo l'8 settembre 1943. Il 1º febbraio 1944 le SS chiesero una lista di dodici persone, probabilmente in risposta alla forte opposizione operaia e partigiana sviluppatasi in quella zona, tra le quali venne inserito Terzi. Il 4 febbraio l'ex sindaco di Sarzana venne arrestato a Sestri Levante e portato nel carcere di Marassi, dove rimase imprigionato per circa due mesi prima di essere trasferito nel campo di transito di Fossoli il 30 marzo. Nonostante l'interessamento del Ministro dell'educazione nazionale della RSI, Carlo Alberto Biggini, sarzanese e figlio di Ugo, quest'ultimo vicino a Terzi ed eletto con lui consigliere socialista nel 1906, Pietro Arnaldo Terzi il 21 giugno venne caricato su un treno merci che da Fossoli raggiunse tre giorni dopo il campo di concentramento di Mauthausen. Internato come detenuto politico venne quindi trasferito nel castello di Hartheim, un «sanatorio» atto all'uccisione di malati psichiatrici e oppositori politici, dove morì, probabilmente il 13 novembre del 1944.